# Golden Spike Ostrava 2017
Il Golden Spike Ostrava 2017 è stato la 56ª edizione dell'annuale meeting di atletica leggera; le competizioni hanno avuto luogo al Městský stadion di Ostrava, il 27 e il 28 giugno 2017. Il meeting è stato la sesta tappa del circuito IAAF World Challenge 2017.

## Risultati[1]

### Uomini
| Specialità             | 1º classificato    | Prestazione | 2º classificato        | Prestazione | 3º classificato    | Prestazione |
| 100 m                  | Usain Bolt         | 10"06       | Yuniér Perez           | 10"09       | Jak Ali Harvey     | 10"26       |
| 300 m                  | Wayde van Niekerk  | 30"81       | Isaac Makwala          | 31"44       | Clarence Munyai    | 31"61       |
| 1000 m                 | Jakub Holuša       | 2'18"60     | Filip Sasínek          | 2'19"03     | Luke Mathews       | 2'19"57     |
| 10000 m                | Mo Farah           | 27'12"09    | Mathew Kipkorir Kimeli | 27'14"43    | Timothy Toroitich  | 28'02"23    |
| 3000 m siepi           | Benjamin Kigen     | 8'11"54     | Getnet Wale            | 8'13"16     | Hailemariyam Amare | 8'13"39     |
| 110 m ostacoli         | Garfield Darien    | 13"09       | Balázs Baji            | 13"23       | Milan Trajkovic    | 13"34       |
| Salto in alto          | Sylwester Bednarek | 2.32 m      | Tihomir Ivanov         | 2.30 m      | Majd Eddin Ghazal  | 2.27 m      |
| Salto triplo           | Christian Taylor   | 17.57 m     | Troy Doris             | 16.80 m     | Elvijs Misāns      | 16.74 m     |
| Getto del peso         | Tomáš Staněk       | 21.63 m     | Michał Haratyk         | 21.34 m     | Stipe Žunic        | 20.76 m     |
| Lancio del martello    | Paweł Fajdek       | 83.44 m     | Wojciech Nowicki       | 80.31 m     | Bence Halász       | 78.85 m     |
| Lancio del giavellotto | Thomas Röhler      | 91.53 m     | Johannes Vetter        | 87.88 m     | Jakub Vadlejch     | 86.43 m     |

### Donne
| Specialità          | 1º classificato    | Prestazione | 2º classificato     | Prestazione | 3º classificato  | Prestazione |
| 200 m               | Marie-Josée Ta Lou | 22"44       | Alyssa Conley       | 23"03       | Estela García    | 23"17       |
| 1500 m              | Gudaf Tsegay       | 4'00"96     | Rababe Arafi        | 4'03"34     | Zoe Buckman      | 4'06"30     |
| 100 m ostacoli      | Pamela Dutkiewicz  | 12"72       | Rikenette Steenkamp | 12"99       | Hanna Plotitsyna | 13"02       |
| Salto con l'asta    | Anzhelika Sidorova | 4.70 m      | Alysha Newman       | 4.65 m      | Robeilys Peinado | 4.55 m      |
| Lancio del martello | Anita Włodarczyk   | 79.72 m     | Zheng Wang          | 76.25 m     | Hanna Skydan     | 74.25 m     |